# Klara Grön
Klara Grön, född på 1700-talet, död på 1800-talet, var en finländsk prostituerad. Hon gifte sig efter finska kriget 1809 med en rysk officer trots sitt yrke och det faktum att hon hade flera utomäktenskapliga barn. Hennes levnadsöde uppfattas som exceptionellt och har blivit föremål för historisk forskning. 